# Batalla de Conchas de Arganzón
La batalla de Conchas de Arganzón es va lliurar entre setembre i octubre del 801 quan l'exèrcit àrab enviat al nord per l'emir al-Hàkam I, dirigit per Muawiya, suposat germà d'al-Hàkam, van intentar creuar el pas de les Conchas, situades prop de la Puebla de Arganzón, província de Burgos, Castella.

## Antecedents
Sulayman i Abd-Al·lah ibn Abd-ar-Rahman, oncles de l'emir Al-Hàkam I li van disputar el tron de l'emirat a la mort d'Hixam I, germà i pare respectivament, però en no tenir prou suport, i amb la mort de Sulayman la revolta va acabar. Aquesta revolta fou aprofitada pel Regne d'Astúries per atacar Lisboa, per Carlemany per conquerir Barcelona i per independitzar Pamplona sota l'òrbita franca.
El 812 Ximenis Llop, germà gran i successor de Sanç I Llop es va revoltar i Lluís I va dirigir una expedició que va arribar a terres del sud i va instal·lar Balaixk al-Jalaixqí (Velasc el Gascó) a Pamplona.

## Batalla
Els àrabs, comandats per Muawiya ibn al-Hàkam, fill de l'emir Al-Hàkam I van atacar Àlaba i Castella el 801 travessant l'Ebre i creuant el pas de las Conchas, però foren sorpresos pel vascó profranc Balaixk al-Jalaixqí, que comandava les seves forces, les de Ximeno, els pamplonesos i possiblement un contingent enviat per Sanç I Llop, a Arganzón on van preparar una emboscada.

## Conseqüències
Fou tal l'abast de la derrota que Muawiya ibn al-Hàkam es va veure obligat a tornar a Qurtuba havent mort els seus millors oficials, i possiblement molts dels seus homes. Ell mateix moriria de pena, segons relaten les cròniques, pocs mesos més tard.
El 803, tropes vascones i dels Banu Qasi van atacar i prendre Tutila, capturant Yusuf ibn Amrús, que fou alliberat, juntament amb la ciutat, per Amrús ibn Yússuf.